# The Mirage (film fra 1920)
The Mirage er en britisk stumfilm fra 1920 af Arthur Rooke.

## Medvirkende
- Edward O'Neill som Viscount Guescon
- Dorothy Holmes-Gore som Rozanne
- Douglas Munro som Courtot
- Geoffrey Kerr som Richard Dalziell
- Blanche Stanley som Mrs. Bulpitt
- William Parry som Somerset